# Бельченко Наталія Юліївна
Ната́лія Ю́ліївна Бе́льченко (*7 січня 1973 року, м. Київ)  — українська поетеса й перекладачка. Пише російською й українською мовами. Член Національної спілки письменників України з 1997 р. Авторка поетичних збірок і численних журнальних добірок, опублікованих в Україні та за кордоном.

## Біографія
Народилася в сім'ї службовців. Закінчила з відзнакою філологічний факультет Київського національного університету імені Т. Г. Шевченка (1997). Працювала в Інституті мовознавства ім. О. О. Потебні НАН України. З 2005 — літературний редактор журналу «ШО».

## Творчість
Друкується з 1990 р. Перша велика публікація — в газеті «Русская мысль» (Париж, 1994). Поетичні добірки виходили в журналах і альманахах «Радуга», «Collegium», «Зоил», «Византийский ангел», «Соты», «ШО», «Многоточие», «Черновик», «Вавилон», «©оюз Писателей», «Черным по белому», «Дружба народов», «Октябрь», «Новый мир», «Волга», «Новый берег», «День и ночь», «Вестник Европы».
Вірші представлено в антологіях «Антология современной русской поэзии Украины» (Х., 1998), «Киев. Русская поэзия. XX век» (К., 2003), «Освобождённый Улисс» (М., 2004), «Ветка былой Эллады. Греческие мотивы в современной русской поэзии» (Х., 2004), «Київ. Анатомія міста. XIX.XX.XXI…» (Х., 2009), «Жіночий погляд» (Х., 2009).

Твори перекладено німецькою, французькою, англійською, польською, болгарською, голландською та корейською мовами. Опубліковані у виданнях Росії, Німеччини, Швейцарії, Австрії, США, Польщі, Нідерландів, зокрема, «Beltschenko N., Beridse L., Martynova O. Junge Lyrik aus den Ländern Ost- und Südosteuropas. Das Hubert-Burda-Stipendium 2000» (2000), «Die Welt ist aus dem Stoff, der Betrachtung verlangt: Ein Gedichtbuch für Hubert Burda zum 65. Geburtstag» (Мюнхен, 2005; переклад німецькою Ельке Ерб), «An Anthology of Contemporary Russian Women Poets» (Айова, 2005; переклад англійською Р. Ріда), «Poezja dzisiaj» (2008, № 64–65; переклад польською О. й А. Навроцьких), «Tijdschrift voor Slavische Literatuur» (№ 53, вересень/жовтень 2009, переклад нідерландською В. Вестстайна), «Нова украинска поезия: Антология» (перекладач Д. Христов; 2012).
Переклала на російську з української поетичні твори І. Римарука, В. Герасим'юка, О. Мамчич, В. Давиденко, О. Коцарева, М. Лаюка, з білоруської — А. Спринчан.
Авторка літературознавчих публікацій про творчість М. Клюєва. Написала передмови до збірок творів Омара Хаяма, Ф. Рабле, М. Цвєтаєвої, А. Ахматової, А. де Сент-Екзюпері, Дж. Д. Селінджера.
На вірші Н. Бельченко композитор і виконавець І. О. Шахрай створила кілька авторських пісень («Бежать по капелькам», «К Лесничеству теку»).

## Сучасники про Н. Бельченко
Іван Жданов:
|  | Світ віршів Бельченко складний, багатозв’язний і злагоджений настільки, що образи борсаються в ньому, як іскорки у щільному повітрі. Ось, приміром, дивовижний випадок самоуподібнення: «равлик на вигині саксофона», – тут точність непояснювана й неперекладна. І здебільшого метафори Бельченко точні й неперекладні, що засвідчує питому органічність її поезії. |

Данило Давидов:
|  | Постакмеїстична об’єктивація – і сиротлива інтимність паризької ноти, помірно-авангардна багатозначність і центонність – і метареалістичний зсув смислів поєднуються в її поетиці, утворюючи єдине ціле. Проте прикметно, що розмаїття джерел поетики Бельченко переплавлені в єдиному казані, утворюючи власну мову. |

## Премії
- Літературна премія Губерта Бурди (Німеччина, 2000);
- Літературна премія ім. Миколи Ушакова (2006);
- Премія імені Леоніда Вишеславського (2013).

### Окремі видання
- Смотритель Сна / Предисл. Л. А. Герасимчука. — К., 1997. — 56 с.
- Транзит. — К.: Визант, 1998. — 16 с.
- Карман имен / Послеслов. И. Лапинского. — К.: Визант, 2002. — 72 с.
- Зверек в ландшафте / Предисл. И. Жданова. — К.: Визант, 2006. — 96 с.
- Ответные губы / Предисл. Д. Давыдова. — М.: Art House media, 2008. — 112 с.
- Бродяга/Беглец. — Дрогобич: Коло, 2010. — 92 с.
- Зримородок — К.: Изд. дом Д. Бураго, 2013. — 168 с.
- Знаки і знади. — К.: Дух і літера, 2018. — 80 с.

### Переклади українською
- Бельченко Н. Крихкий вербарій споконвічний [Пер. В. Богуславської (перші 6 віршів) та самопер. Н. Бельченко (решта 18)] // Київ. — 2010. — № 4–5. — С. 85–94.
- [Вірші Н. Бельченко] // А українською — так: Антологія російської поезії України в перекладах українською В. Богуславської. — К., 2010. — C. 354—358.

### У мережі
- Публікації в журнальній періодиці (2004—2012 рр.) [Архівовано 5 листопада 2011 у Wayback Machine.].
- Блог Наталії Бельченко в «Живому журналі».
- #PEN_TEN: Інтерв'ю з Наталкою Бельченко [Архівовано 30 січня 2012 у Wayback Machine.]
- Наталія Бельченко читає власні вірші (Майданчик вільної поезії 27 травня 2013).
- Наталія Бельченко в авторській програмі Владислави Осьмак «Читаємо Київ» (4 квітня 2014).